# 東中延
東中延（日语：／ Higashi-nakanobu */?）是東京都品川區的町名。現行行政地名為東中延一丁目及東中延二丁目。2013年8月1日為止的人口有3,570人。郵遞區號142-0052。

## 地理
位於品川區中央。北與平塚以26號線通為界，東與戶越以第二京濱為界，西部及南部鄰中延。町域內主要道路有荏原文化中心通、昭和通等。此外，町域西端與中延的邊界有東急池上線通過。第二京濱沿線多高樓，車站周邊為商店街，其他地區為住宅區。

## 歷史
古時為中延村字谷向、東。
- 1889年（明治22年）：「市制町村制」施行，為平塚村大字中延。
- 1926年（大正15年）：為平塚町大字中延。
- 1927年（昭和2年）：平塚町改稱荏原町。
- 1932年（昭和7年）：荏原區成立，為荏原區中延町。
- 1941年（昭和16年）：中延町分為中延一～五丁目、東中延一～四丁目、西中延一～五丁目、荏原六丁目、小山四～五、八丁目。
- 1965年（昭和40年）：實施新住居表示，東中延一～三丁目各一部分重編為現行的東中延。

### 地名由來
此地為舊中延町東部。

## 交通
西端附近有東急池上線荏原中延站，另可利用南方的東急大井町線、都營淺草線中延站。此外還可利用第二京濱等的巴士路線。

## 設施
- 品川區立東中延保育園
- 中延Skip Road - 中延商店街。二丁目的西端，商店街西側位在中延。

## 外部連結
- 中延商店街（中延Skip Road） （页面存档备份，存于）

## 備註
1. ↑  .   [2013年8月7日]. （原始内容存档于2014年2月23日）.